# Куликовский сельсовет (Новосибирская область)
Куликовский сельсовет — сельское поселение в Чулымском районе Новосибирской области Российской Федерации.
Административный центр — село Куликовское.

## История
Статус и границы сельского поселения установлены Законом Новосибирской области от 2 июня 2004 года № 200-ОЗ «О статусе и границах муниципальных образований Новосибирской области»

## Население
| 2002 | 2010 | 2012 | 2013 | 2014 | 2015 | 2016 |
| ---- | ---- | ---- | ---- | ---- | ---- | ---- |
| 869  | ↘718 | ↘708 | ↘683 | ↘657 | ↘630 | ↘611 |
| 2017 | 2018 | 2019 | 2020 | 2021 |      |      |
| ↘592 | ↘577 | ↘552 | ↘534 | ↘518 |      |      |

## Состав сельского поселения
| № | Населённый пункт | Тип населённого пункта       | Население |
| - | ---------------- | ---------------------------- | --------- |
| 1 | Бочино           | посёлок                      | ↘18       |
| 2 | Васильевский     | посёлок                      | ↘108      |
| 3 | Дубрава          | посёлок                      | ↘31       |
| 4 | Каськовский      | посёлок                      | ↘87       |
| 5 | Куликовское      | село, административный центр | ↘474      |